# Il cigno dagli artigli di fuoco
Il cigno dagli artigli di fuoco (Inspektor Perrak greift ein) è un film tedesco occidentale del 1970 diretto da Alfred Vohrer. Nel cast è presente Horst Tappert che, di lì a poco, sarebbe diventato famoso per l'interpretazione del celeberrimo Ispettore Derrick protagonista dell'omonimo telefilm di successo. Il film non è però legato al successivo telefilm di successo.
È l'ultimo film di Werner Peters, che morì un anno dopo le riprese.

## La trama
Amburgo, primi anni 70. Un vagabondo scopre una macchina abbandonata con all'interno il cadavere di un giovane travestito, strangolato dopo essere stato paralizzato con una iniezione di curaro. Inviato sul posto l'ispettore Perrak indaga sull'accaduto e ben presto scopre un grosso giro di prostituzione che coinvolge personaggi importanti della città. Il fratello del giovane assassinato, Nick, cerca di giungere alla verità coadiuvato da un suo giovane amico. Ma nonostante gli indizi sembrano convergere su alti personaggi locali la verità è molto più semplice: il travestito era stato assassinato dalla moglie di un uomo ricattato, che intendeva porre fine alle richieste di danaro del giovane transessuale.